# Бахметев, Павел Александрович
Павел Александрович Бахметев (Бахметов) — литературный прототип Рахметова из романа Николая Чернышевского «Что делать?».
Родился 8 августа 1828 года в семье поручика Александра Павловича Бахметева. Дед — лейб-гвардии корнет Павел Александрович Бахметев. В 1859 году Бахметевы владели деревней Изнаир Сердобского уезда Саратовской губернии, где числилось 23 двора и 167 крепостных.
В 1845—1851 годах учился в Саратовской гимназии, в числе его преподавателей был писатель Чернышевский.
После занятий в сельскохозяйственном учебном заведении, «уходит в народ», работает бурлаком на Волге.
В начале 1857 года продал свое имение. В Лондоне передал Александру Ивановичу Герцену 20 тыс. франков на благие цели.
Летом 1857 года на клипере «Акоста» отбыл в Новую Зеландию с планами организации коммуны на Маркизовых островах.
Дальнейшая судьба неизвестна.

## В художественной литературе
- Акунин, Борис. Русский в Англии. Самоучитель по беллетристике.. — Альпина Паблишер, 2022. — ISBN 978-5-9614-7368-1.